# 图萨
图萨（義大利語：Tusa），是意大利西西里大区墨西拿廣域市的一个市镇。总面积40.94平方公里，人口3104人，人口密度75.8人/平方公里（2009年）。ISTAT代码为083101。